# Familj (biologi)

Det hierarkiska systemet i biologin.

Inom den biologiska systematiken är en familj (eller familia, när man använder latinsk terminologi) en undergrupp till en ordning, och består av ett eller flera släkten, vilka i sin tur delas in i arter.
I den botaniska nomenklaturen slutar de vetenskapliga namnen på familjer med ändelsen -aceae (även om sju klassiska familjers gamla namn fortfarande kan accepteras: Graminae=Poaceae, Compositae=Asteraceae, Palmae=Arecaceae, Labiatae=Lamiaceae, Guttiferae=Clusiaceae s.s., Cruciferae=Brassicaceae, och Umbelliferae=Apiaceae).
I den zoologiska nomenklaturen slutar de vetenskapliga namnen på familjer på -idae.

## Underfamiljer och överfamiljer
"Släkte", "familj" och "ordning" är obligatoriska nivåer för taxonomi enligt det linnæanska systemet. Ibland finns det behov av fler nivåer. En familj kan då indelas i flera underfamiljer, där varje underfamilj (latin: subfamilia) består av ett eller flera släkten. På liknande sätt kan flera familjer i en och samma ordning samlas i en överfamilj (latin: superfamilia). I botanik respektive zoologi skall vetenskapliga namn på underfamiljer sluta på -inae respektive -oideae; men i zoologin skall de för överfamiljer sluta på -oidea. (Observera likheten i ändelserna för växtunderfamiljer och djuröverfamiljer!)
Ibland förekommer att den precisa nivån för ett taxon omprövas. Det kan då få ett nytt namn, där bara ändelsen ändrats. Exempelvis klassificerades fjärilsgruppen björkspinnare år 2006 som en familj i Nationalnyckeln, med vetenskapligt namn Arctiidae. Samma grupp klassades år 2025 i stället som en underfamilj till familjen näbbflyn av Artdatabanken, och gavs då det vetenskapliga namnet Arctiinae (men behöll trivialnamnet björkspinnare).